# 陈屯镇
陈屯镇，是中华人民共和国辽宁省营口市盖州市下辖的一个乡镇级行政单位。

## 行政区划
陈屯镇下辖以下地区：
和平村、朴家沟村、枣峪村、陈屯村、义勇村、闫家沟村、太平沟村、杨店村、水峪村、二道河村、黄哨村和背阴寨村。